# Bình Xuyên
Bình Xuyên là một huyện nằm ở phía đông tỉnh Vĩnh Phúc, Việt Nam.
Bình Xuyên hiện là huyện có nhiều thị trấn nhất cả nước với 5 thị trấn, cùng với huyện Đạ Huoai của tỉnh Lâm Đồng.

## Địa lý
Huyện Bình Xuyên nằm ở phía đông của tỉnh Vĩnh Phúc, nằm cách thành phố Vĩnh Yên khoảng 12 km về phía đông, cách trung tâm thủ đô Hà Nội khoảng 50 km, có vị trí địa lý:
- Phía đông giáp thành phố Phúc Yên và thành phố Phổ Yên, tỉnh Thái Nguyên
- Phía tây giáp huyện Yên Lạc, huyện Tam Dương và thành phố Vĩnh Yên
- Phía nam giáp huyện Mê Linh, thành phố Hà Nội
- Phía bắc giáp huyện Tam Đảo và huyện Đại Từ, tỉnh Thái Nguyên.

Hệ thống sông chính ở Bình Xuyên là sông Cà Lồ và các phụ lưu của nó là sông Phan và sông Cánh.
Đây cũng là địa phương có tuyến đường cao tốc Nội Bài – Lào Cai đi qua.

## Hành chính
Huyện Bình Xuyên có 13 đơn vị hành chính cấp xã trực thuộc, bao gồm 5 thị trấn: Hương Canh (huyện lỵ), Bá Hiến, Đạo Đức, Gia Khánh, Thanh Lãng và 8 xã: Hương Sơn, Phú Xuân, Quất Lưu, Sơn Lôi, Tam Hợp, Tân Phong, Thiện Kế, Trung Mỹ.

## Lịch sử
Thời nhà Trần, huyện Bình Xuyên có tên là Bình Nguyên.
Năm 1469, Bình Nguyên đổi thành huyện Bình Tuyền.
Năm 1841, Bình Tuyền được đổi lại thành huyện Bình Xuyên.
Thời nhà Nguyễn, Bình Xuyên thuộc phủ Phú Bình, tỉnh Thái Nguyên.
Năm 1890, Bình Xuyên thuộc tỉnh Vĩnh Yên mới thành lập, huyện lỵ là Đạo Tú.
Ngày 6 tháng 10 năm 1901, huyện Yên Lãng của tỉnh Vĩnh Yên được tách ra để nhập vào tỉnh Phù Lỗ. Tuy nhiên phần đất phía đông bắc của huyện Yên Lãng, bao gồm hai tổng Hương Canh và Yên Lãng nhập vào huyện Bình Xuyên. Hương Canh trở thành huyện lỵ huyện Bình Xuyên.
Sau năm 1975, huyện Bình Xuyên thuộc tỉnh Vĩnh Phú, gồm thị trấn nông trường Tam Đảo và 14 xã: Bá Hiến, Đạo Đức, Gia Khánh, Hương Sơn, Minh Quang, Phú Xuân, Quất Lưu, Sơn Lôi, Tam Canh, Tam Hợp, Tân Phong, Thanh Lãng, Thiện Kế, Trung Mỹ.
Ngày 5 tháng 7 năm 1977, huyện Bình Xuyên hợp nhất với huyện Yên Lãng thành huyện Mê Linh.
Năm 1978, thị trấn Phúc Yên và 18 xã thuộc huyện Mê Linh nhập về thành phố Hà Nội, 14 xã và 1 thị trấn của huyện Bình Xuyên được sáp nhập vào huyện Tam Đảo.
Ngày 4 tháng 8 năm 1992, giải thể thị trấn nông trường Tam Đảo, địa bàn nhập vào các xã Trung Mỹ, Minh Quang.
Ngày 23 tháng 11 năm 1995, chuyển xã Tam Canh thành thị trấn Hương Canh.
Ngày 6 tháng 11 năm 1996, tỉnh Vĩnh Phúc được tái lập từ tỉnh Vĩnh Phú, huyện Tam Đảo thuộc tỉnh Vĩnh Phúc.
Ngày 9 tháng 6 năm 1998, huyện Bình Xuyên được tái lập, bao gồm thị trấn Hương Canh (huyện lỵ) và 13 xã: Bá Hiến, Đạo Đức, Gia Khánh, Hương Sơn, Minh Quang, Phú Xuân, Quất Lưu, Sơn Lôi, Tam Hợp, Tân Phong, Thanh Lãng, Thiện Kế, Trung Mỹ.
Ngày 18 tháng 8 năm 1999, thành lập xã Thanh Trù trên cơ sở một phần diện tích và dân số của xã Quất Lưu (ghép từ hai thôn Vị Thanh và Vị Trù) và chuyển xã này về thị xã Vĩnh Yên (nay là thành phố Vĩnh Yên) quản lý.
Ngày 9 tháng 12 năm 2003, chuyển xã Minh Quang sang huyện huyện Tam Đảo quản lý. Huyện Bình Xuyên còn lại 1 thị trấn và 12 xã.
Ngày 2 tháng 4 năm 2007, chuyển 2 xã Gia Khánh và Thanh Lãng thành 2 thị trấn có tên tương ứng.
Ngày 1 tháng 2 năm 2020, chuyển 2 xã Bá Hiến và Đạo Đức thành 2 thị trấn có tên tương ứng.
Huyện Bình Xuyên có 5 thị trấn và 8 xã như hiện nay.

## Làng nghề
Bình Xuyên là huyện có các làng nghề truyền thống và nghề mới như:
- Làng nghề gốm Hương Canh (Hương Canh)
- Làng nghề truyền thống cháo se, bánh hòn, nộm rau cần Hương Canh
- Làng nghề mộc Hợp Lễ (Thanh Lãng)
- Trồng hoa cúc Nhân Vực (Đạo Đức)
- Có nghề thợ mộc ở Tân Phong
- Tái chế phế liệu Can Bi (Phú Xuân)
- Trồng nấm thị trấn Thanh Lãng
- Làng nghề mộc Yên Lan (Thanh Lãng)
- Làng nghề mộc Xuân Lãng (Thanh Lãng)
- Làm bún, bánh tráng Bảo Đức (Đạo Đức).